# ATC код B06
ATC код B06 (англ. ATC code B06), «Інші гематологічні препарати» — підрозділ системи літеро-цифрових кодів Анатомо-терапевтично-хімічної класифікації, розроблених Всесвітньою організацією охорони здоров'я для класифікації ліків та інших медичних продуктів.

## B06AA Ферментні препарати
- B06AA02 Фібринолізин і дезоксирибонуклеаза
- B06AA03 Гіалуронідаза
- B06AA04 Хімотрипсин
- B06AA07 Трипсин
- B06AA10 Дезоксирибонуклеаза
- B06AA11 Бромелайн
- B06AA55 Стрептокіназа в комбінації з іншими препаратами

## B06AB Інші гематологічні препарати
- B06AB01 Hematin

## B06AC Засоби для лікування спадковогоангіоневротичного набряку
- B06AC01 C1-інгібітор на основі плазми
- B06AC02 Ікатібант
- B06AC03 Ecallantide
- B06AC04 Conestat alfa